# Pushkar
Pushkar is een stad in de Indiase deelstaat Rajasthan op 14 kilometer van Ajmer, in het district Ajmer. Pushkar heeft 21.626 inwoners (census 2011).
De stad wordt door de hindoes beschouwd als een heilige stad en is een belangrijk pelgrimsoord. Elk jaar vindt er het 12 dagen durende kamelenfestival van Pushkar plaats.
De enige tempel in India die is gewijd aan Brahma, de Jagatpitatempel uit de 14e eeuw, staat in deze stad. Bij de ingang staat een gans, Brahma’s persoonlijke dier. Er wordt gezegd dat hij deze plek zelf voor een tempel heeft uitgekozen.
In de buurt van de stad ligt het gelijknamige Pushkarmeer dat in de 12e eeuw ontstond door de bouw van een dam in de rivier Luni.

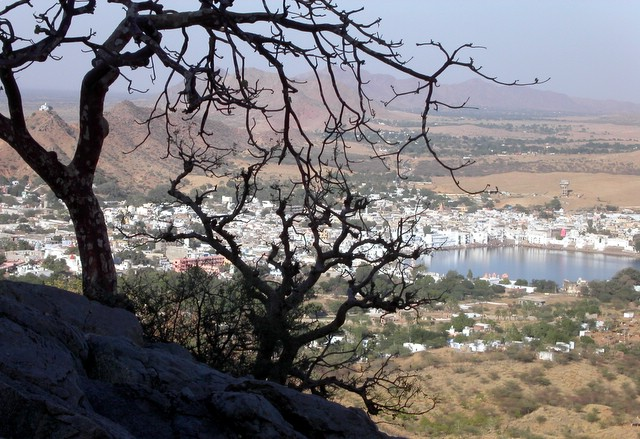
Gezicht op Pushkar vanaf de helling naar de Savitritempel